# Osmin Laporte
François Georges Osmin Laporte (* 24. Februar 1875 in Ismailia; † 1932 Sulina) war ein französischer Diplomat.

## Leben
1908 war er unter Pierre de Margerie Generalkonsul in Bangkok, Siam. 1912 war er Vizekonsul in Rijeka und 1914 Konsul erster Klasse in Prag. Am 16. Januar 1919 gehörte er zu den Überlebenden des Unterganges des Passagierschiffs Chaouia.
Von 1918 und 1920 war die türkische Provinz Kilikien durch französische Truppen besetzt. Am 15. September 1922 leitete Laporte dort die Mission in Adana. Am 9. September 1922 war die Stadt Smyrna (heute Izmir), die mit den Pariser Vorortverträge an Griechenland gefallen war, von türkischen Truppen zurückerobert worden. Laporte berichtete Raymond Poincaré von den frankophilen Reaktionen in Adana auf diese Einnahme. 1925 bis 1929 war Osmin Laporte Gesandter in Oslo.
Laporte war von 1929 bis 1932 Delegierter bei der Europäischen Donaukommission. Er war Ritter der Ehrenlegion.
| Vorgänger                 | Amt                                                                      | Nachfolger          |
| ------------------------- | ------------------------------------------------------------------------ | ------------------- |
| —                         | Französischer Konsul in Prag 1914                                        | Louis Clément-Simon |
| Eugène Léon Pralon        | Französischer Gesandter in Oslo 1925–1929                                | Victor Léon Jaunez  |
| Léopold Victor de Lacroix | französischer Delegierter bei der Europäischen Donaukommission 1929–1932 | Marcel Justin Rey   |